# Centreville (Illinois)
Centreville – miasto w Stanach Zjednoczonych, w stanie Illinois, w hrabstwie St. Clair.